# Defektur
Die Defektur nach der deutschen Apothekenbetriebsordnung § 8 ermöglicht die Anfertigung eines Arzneimittels im Voraus. Umgangssprachlich werden Defekturen auch verlängerte Rezepturen oder Rezepturen auf Vorrat genannt. Dagegen sind Rezepturen Arzneimittel, die in einer Apotheke auf Grund einer einzelnen Verschreibung oder eines Anfertigungswunsches eines bestimmten Patienten hergestellt werden.
Bei jedem Herstellungsvorgang ist ein Herstellungsprotokoll anzufertigen. Das Protokoll muss mindestens enthalten:
- die Bezeichnung und Darreichungsform,
- die Art, Menge, Qualität, Chargenbezeichnung oder Prüfnummer der verwendeten Ausgangsstoffe,
- die der Herstellung des Arzneimittels zugrundeliegenden Herstellungsvorschriften,
- das Herstellungsdatum oder die Chargenbezeichnung,
- das Verfalldatum,
- das Namenszeichen des für die Herstellung verantwortlichen Apothekers.

Außerdem ist die Qualität der hergestellten Arzneimittel zu prüfen. Verfahren, Umfang, Ergebnisse und Datum der Prüfung sind in einem Prüfprotokoll festzuhalten. Von der Prüfung des Arzneimittels kann seit der Änderung der Apothekenbetriebsordnung im Jahr 2012 nicht mehr abgesehen werden. Die bei Rezepturen erlaubte organoleptische Prüfung ist bei Defekturen nicht ausreichend, da laut Bundesgesundheitsministerium nach heutigen Kriterien bei einer Arzneimittelherstellung, die über den Einzelfall hinausgeht, unter Sicherheitsaspekten nicht auf jegliche analytische Prüfung zur Feststellung der Qualität des hergestellten Endprodukts verzichtet werden kann. Laut Arzneibuch soll sich die Prüfung an dem vom jeweiligen Arzneimittel ausgehenden Risiko orientieren. Ein praktikables Modell zur Risikobewertung von Defekturarzneimitteln, das sich an der Resolution des Europarats orientiert, wurde von Andreas Ziegler etabliert. Das dort vorgestellte risikobasierte Stufensystem fand sehr viel positives Echo seitens der pharmazeutischen Hochschullehrer sowie von Vertretern der Apothekerkammer. Es geht konform mit den gesetzlichen Vorgaben der Defekturherstellung bzw. -prüfung sowie dem nationalen und internationalen pharmazeutisch-regulatorischen Umfeld; soweit möglich werden die Empfehlungen internationaler Leitlinien aufgegriffen, wo erforderlich deutsche Spezifika berücksichtigt. Die Grenzwerte der einzelnen Risikoklassen wurden aus international konsentierten Empfehlungen übernommen bzw. nach pharmazeutischen Gesichtspunkten rational abgeleitet. In Summe steht das damit erzielte Ergebnis im Einklang mit den Verlautbarungen einschlägiger Fachkreise bzw. nationaler Überwachungsinstanzen. Es entspricht demnach den anerkannten pharmazeutischen Regeln und kann von den verantwortlichen Apothekern zur Risikobewertung der von ihnen bzw. unter ihrer Aufsicht hergestellten Defekturarzneimitteln herangezogen werden. Darüber hinaus können apothekenspezifische Gesichtspunkte, soweit fachlich vertretbar, Berücksichtigung finden. Konkrete Prüfempfehlungen und Musterprüfanweisungen finden sich in einschlägiger Fachliteratur.
Obwohl Defekturen Fertigarzneimittel sind, unterliegen sie laut deutschem Arzneimittelgesetz nicht der Zulassungspflicht. Sie dürfen nur angefertigt werden, wenn sie nachweislich häufig verschrieben werden, außerdem dürfen maximal 100 abgabefertige Packungen täglich im Rahmen des üblichen Apothekenbetriebs hergestellt werden (Hunderterregel).
Im österreichischen Arzneimittelgesetz gibt es den Begriff Offizinale Zubereitung, im Schweizer Heilmittelgesetz den Begriff Formula officinalis; beide Begriffe beziehen sich auf Arzneimittel, die in einer Apotheke nach einer Monographie des Arzneibuches für die eigene Kundschaft hergestellt werden. Im Wesentlichen entspricht dies der Defektur in Deutschland.